# Alice Ball
Alice Augusta Ball (Seattle, 24 juli 1892 - aldaar, 31 december 1916) was een Amerikaanse scheikundige die de eerste behandeling van lepra ontwikkelde.

## Biografie

### Jeugd
Alice Ball was een van de vier kinderen van James Presley Ball en Laura Louise Howard. Haar vader was redacteur voor de The Colored Citizen, fotograaf en advocaat. Haar grootvader en abolitionist James Ball sr. was eveneens professioneel fotograaf - een van de eerste van kleur. Ook haar moeder werkte als fotograaf.  
Voor de gezondheid van haar grootvader woonde de familie van Ball korte tijd in Hawaii maar verhuisde weer terug naar Seattle. Ball ging naar de Seattle High School en behaalde hoge cijfers. Ze studeerde vervolgens scheikunde aan de Universiteit van Washington, en behaalde in 1912 een bachelordiploma in farmaceutische chemie en in 1914 een tweede bachelordiploma in farmacie. Met haar leraar, William Dehn, publiceerde ze twee artikelen (waarvan een postuum) in de Journal of the American Chemical Society.

### Uitvinding
Na haar afstuderen kreeg ze meerdere studiebeurzen aangeboden. Ze besloot op Hawaï haar master in scheikunde te halen - als eerste vrouw en eerste zwarte ooit op Hawaii. Ze bestudeerde de chemische eigenschappen van de plant kava, een plant waarvan de wortel een psychoactief middel bevat. 
In 1915 werd ze de eerste vrouw en de eerste zwarte Amerikaan die afstudeerde met een masterdiploma aan de Universiteit van Hawaï. Ball was ook de eerste Afro-Amerikaanse onderzoekscheikundige en lector op de scheikundeafdeling van de Universiteit van Hawaï.
Vanwege haar onderzoek aan kava werd ze door Harry Hollmann gevraagd om olie van de chaulmoograboom te onderzoeken. Hollmann was een chirurg die werkzaam was in de leprabestrijding op Hawaï. Chaulmoogra-olie was destijds het enige middel voor de behandeling van lepra, maar het was vanwege de olieachtige substantie slecht toepasbaar. Ball isoleerde de actieve stof, een ethylester, uit de olie en maakte het wateroplosbaar, zodat het kon worden geïnjecteerd. Dit werd bekend als de Ball-methode. 
Zij overleed jong, in 1916 - nadat ze ziek terugkeerde naar Seattle vanuit Hawaii. Mogelijk overleed zij aan tuberculose, maar er wordt ook wel gezegd dat zij ziek werd door blootstelling aan chloorgas dat zou zijn ontsnapt terwijl zij lesgaf.

### Na haar overlijden
Als gevolg van haar vroege dood was Ball niet in staat haar bevindingen te publiceren. Arthur Dean, de toenmalige president van de Universiteit van Hawaï, zette het werk van Ball voort, publiceerde de bevindingen onder eigen naam en startte de productie van het injecteerbare chaulmoogra-extract. Jaren na haar dood probeerde Hollmann dit onrecht te corrigeren. Hij publiceerde in 1922 een artikel waarin hij de eer gaf aan Ball en noemde haar uitvinding de Ball-methode. In de jaren zeventig doorzochten de professoren Kathryn Takara en Stanley Ali de archieven van de universiteit en waren in staat om haar werk aan het licht te brengen waardoor ze de eer kreeg die ze verdiende.
Haar ontdekking leidde tot de terugkeer van veel mensen uit leprakolonies en bleef de voorkeursbehandeling van lepra totdat in de jaren veertig antibiotica werden ontwikkeld.

## Wetenswaardigheden
- Eerste Afro-Amerikaan die afstudeerde aan de Universiteit van Hawaï (1915).
- Eerste vrouw die afstudeerde aan de Universiteit van Hawaï met een master in scheikunde.
- Eerste Afro-Amerikaanse vrouwelijke scheikunde-lector aan de Universiteit van Hawaï.
- Eerste Afro-Amerikaanse vrouw die tweemaal heeft gepubliceerd in het prestigieuze Journal of the American Chemical Society (1914 en 1917, postuum).
- Eerste persoon ter wereld die een effectieve behandeling van lepra ontwikkelde op basis van Chaulmoogra-olie (1916).
- Sommige publicisten menen dat pas in de jaren zeventig duidelijk werd dat Ball, en niet Dean, de uitvinding had gedaan. Nog voor de Tweede Wereldoorlog was in brede kring al bekend dat het Balls werk was.[6]

## Erkenning
- In 1922 noemde Balls collega Hollmann haar (en niet Dean) als de uitvinder van de methode.[5]
- De Universiteit van Hawaï eerde Ball uiteindelijk in 2000 door een plaquette te plaatsen bij de chaulmoogra-boom van de school die ter ere van haar werd geplant in 1935[7]
- 29 februari 2000 werd "Alice Ball Day" genoemd, die nu om de vier jaar wordt gevierd.
- In 2007 eerde de universiteit Alice Ball met een Regent's Medal of Distinction, de hoogste onderscheiding van de school.
- Hawai'i Magazine plaatste Ball op de lijst van de invloedrijkste vrouwen in de geschiedenis van Hawaï.
- In 2019 voegde de London School of Hygiene and Tropical Medicine haar naam toe aan de fries op het hoofdgebouw, samen met Florence Nightingale en Marie Curie, als erkenning voor hun bijdragen aan wetenschap en wereldwijd gezondheidsonderzoek.[2]
- Op 6 november 2020 werd een naar haar vernoemde Argentijnse satelliet, ÑuSat 9 "Alice Ball", gelanceerd.[8]
- Het Alice Augusta Ball Endowed Scholarship is naar haar vernoemd.[9]